# Marc Webb
Marc Preston Webb (sinh 31 tháng 8, năm 1974) là một đạo diễn điện ảnh Mỹ. Ông xuất hiện lần đầu vào năm 2009 với bộ phim hài lãng mạn, (500) Days of Summer và gần đây cũng trong vai trò đạo diễn của Người Nhện The Amazing Spider-Man.

## Cuộc sống và sự nghiệp
Webb sinh ra ở Bloomington, Indiana, con trai của bà Margaret Ruth (nhũ danh Stocker) và ông Norman Lott Webb, người làm việc trong khoa Toán học tại Đại học Wisconsin.. Khi lên mười tám tháng tuổi, gia đình Webb chuyển đến Madison, Wisconsin, nơi ông được nuôi dưỡng. Ông tốt nghiệp Trường trung học Madison West, và sau đó theo học Colorado College, nơi ông tốt nghiệp với tấm bằng tiếng Anh.
Phim dài đầu tiên của ông, (500) Days of Summer, với sự tham gia của Joseph Gordon-Levitt và Zooey Deschanel, đã được phát hành vào tháng 7 năm 2009 và nhận được các phê bình hết sức tích cực. Trong tháng 1 năm 2010, Columbia Pictures thuê Webb đạo diễn phim The Amazing Spider-Man, một khởi động lại của loạt phim Người Nhện, dự kiến sẽ được phát hành vào năm 2012 và các diễn viên Andrew Garfield.
Webb ký hợp đồng với DNA ở Hollywood, California và Học viện Productions Ltd tại Vương quốc Anh.

## Videography
1997
- Blues Traveler – "Canadian Rose"

1999
- Earth to Andy – "Still After You"

2000
- Cold – "Just Got Wicked"
- Santana feat. Musiq – "Nothing At All"

2001
- On the Line All Stars feat. Lance Bass – "On the Line"
- Anastacia – "Not that Kind of Girl"
- Backstreet Boys – "Invitation Only"
- 3 Doors Down – "Duck and Run"
- Good Charlotte – "Motivation Proclamation"
- AFI – "The Days of the Phoenix"
- Big Dumb Face – "Duke Lion"
- Felix Brothers - "Right Here, Right Now"
- Oleander – "Are You There?"
- Green Day – "Waiting"
- Good Charlotte – "Festival Song"
- Live - "Simple Creed"
- Professional Murder Music – "Slow"
- Stereomud – "Pain"
- Godhead – "Eleanor Rigby"
- Live feat. Tricky – "Simple Creed"
- Pressure 4-5 – "Beat the World"
- Tru Vibe – "On The Line"

2002
- Unwritten Law – "Seein' Red"
- Counting Crows – "American Girls"
- Soil – "Unreal"
- Puddle of Mudd – "She Hates Me"
- Maroon 5 – "Harder to Breathe"
- Hatebreed – "I Will Be Heard"
- The Wallflowers – "When You’re On Top"
- O-Town – "These are The Days"
- Hoobastank – "Remember Me"
- Disturbed – "Remember"

2003
- Cold – "Stupid Girl"
- P.O.D. – "Sleeping Awake"
- AFI – "The Leaving Song Pt. II"
- Santana & Alex Band – "Why Don't You & I"
- 3 Doors Down – "Here Without You"
- Memento – "Saviour"
- Wakefield – "Say You Will"
- MxPx – "Everything Sucks"
- P.O.D. – "Will You"
- Brand New – "Sic Transit Gloria... Glory Fades"

2004
- P.O.D. – "Change the World"
- Gavin DeGraw – "I Don't Want to Be"
- Smile Empty Soul – "Silhouettes"
- Puddle of Mudd – "Heel Over Head"
- Midtown – "Give It Up"
- Yellowcard – "Ocean Avenue"
- My Chemical Romance – "I'm Not Okay (I Promise)"
- Sparta – "Breaking the Broken"
- Jesse McCartney – "Beautiful Soul"
- Dirty Vegas – "Walk Into the Sun"
- Coheed and Cambria – "Blood Red Summer"
- Switchfoot – "Dare You to Move" (version 2)
- Hoobastank – "Disappear"

2005
- Jimmy Eat World – "Work"
- Daniel Powter – "Bad Day"
- The Used – "All That I've Got"
- My Chemical Romance – "Helena"
- Snow Patrol – "Chocolate"
- Low Millions – "Eleanor"
- Trey Songz feat. Twista – "Gotta Make It"
- Antigone Rising – "Don’t Look Back"
- Hot Hot Heat – "Middle of Nowhere"
- Incubus – "Make a Move"
- Hilary Duff – "Wake Up"
- My Chemical Romance – "The Ghost of You"
- Ashlee Simpson – "Boyfriend"
- Daniel Powter – "Free Loop (One Night Stand)"
- Yellowcard – "Lights and Sounds"
- Weezer – "Perfect Situation"

2006
- All American Rejects – "Move Along"
- Matisyahu – "Youth"
- Aly & AJ – "Rush"
- Daniel Powter – "Lie to Me"
- Yellowcard – "Rough Landing, Holly"
- AFI – "Miss Murder"
- Ashlee Simpson – "Invisible"
- Fergie – "London Bridge"
- Regina Spektor – "Fidelity"
- Evanescence – "Call Me When You're Sober"
- AFI – "Love Like Winter"
- Pussycat Dolls feat. Timbaland – "Wait a Minute"
- Barefoot – "Rain"
- Teddy Geiger – "These Walls" (Version 2)

2007
- Good Charlotte – "The River"
- Relient K – "Must Have Done Something Right"
- P. Diddy – "Last Night"
- My Chemical Romance – "I Don't Love You"
- My Chemical Romance – "Teenagers"
- Evanescence – "Good Enough" (co-directed with Rich Lee)
- Blaqk Audio – "Stiff Kittens" (co-directed with Rich Lee)
- Regina Spektor – "Better"
- Fergie – "Clumsy" (co-directed with Rich Lee)
- Miley Cyrus – "Start All Over"

2008
- Maroon 5 – "Goodnight, Goodnight"
- Nelly feat. Fergie – "Party People"
- All American Rejects – "Gives You Hell"

2009
- Green Day – "21 Guns"
- She and Him – "Why Do You Let Me Stay Here?" (Version 2)
- Green Day – "21st Century Breakdown"
- Weezer – "(If You're Wondering If I Want You To) I Want You To

2010
- Green Day – "Last of the American Girls"
- Taking Back Sunday - "Faith (When I Let You Down)"

### Editor videography
- MxPx - "Everything Sucks" - tháng 11 năm 2003
- Brand New - "Sic Transit Gloria.... Glory Fades" - tháng 12 năm 2003